# Peloton de gendarmerie de haute montagne de La Réunion

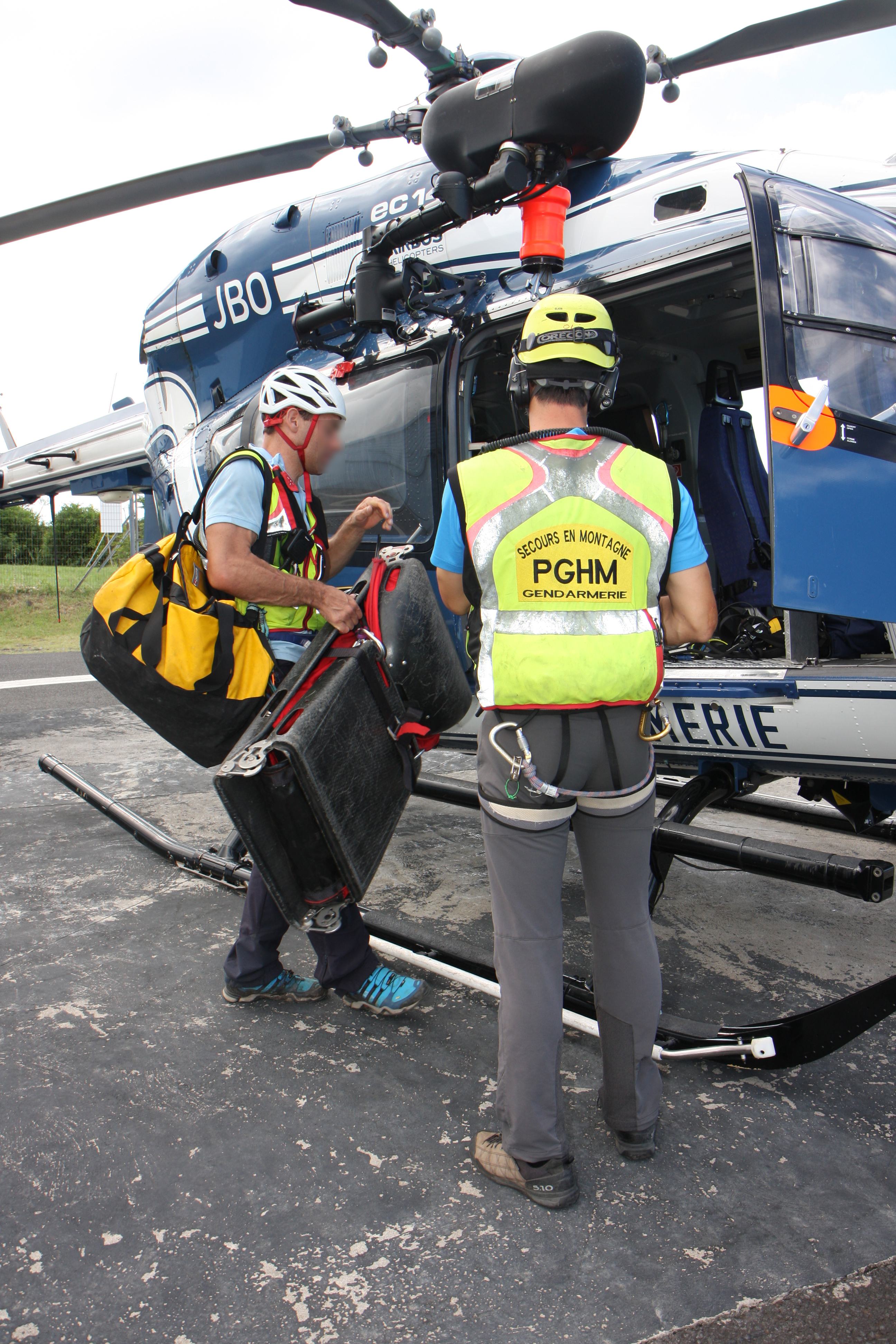
Départ d'une équipe de secours en hélicoptère EC145

Le Peloton de gendarmerie de haute montagne de La Réunion est une unité spécialisée de montagne de la Gendarmerie nationale  basée sur l'île de La Réunion, département et région d'outre-mer français dans le sud-ouest de l'océan Indien. Composé de treize hommes lors de sa création le 1er octobre 1997, le PGHM a depuis lors secouru plus de 4 000 personnes. Il réalise actuellement plus de 400 interventions par an en s'appuyant sur ses propres moyens matériels ainsi que sur ceux de la Section aérienne de la gendarmerie de La Réunion. Le peloton est basé à Sainte-Marie au détachement air 181 La Réunion, d'où il rayonne sur tous les Hauts.
Seule unité de montagne de la Gendarmerie basée outre-mer, le PGHM est composé de personnels expérimentés qui ont tous été affectés au préalable dans un PGHM de métropole. L'effectif est complété par des gendarmes adjoints volontaires (GAV) recrutés localement.

PGHM de La Réunion
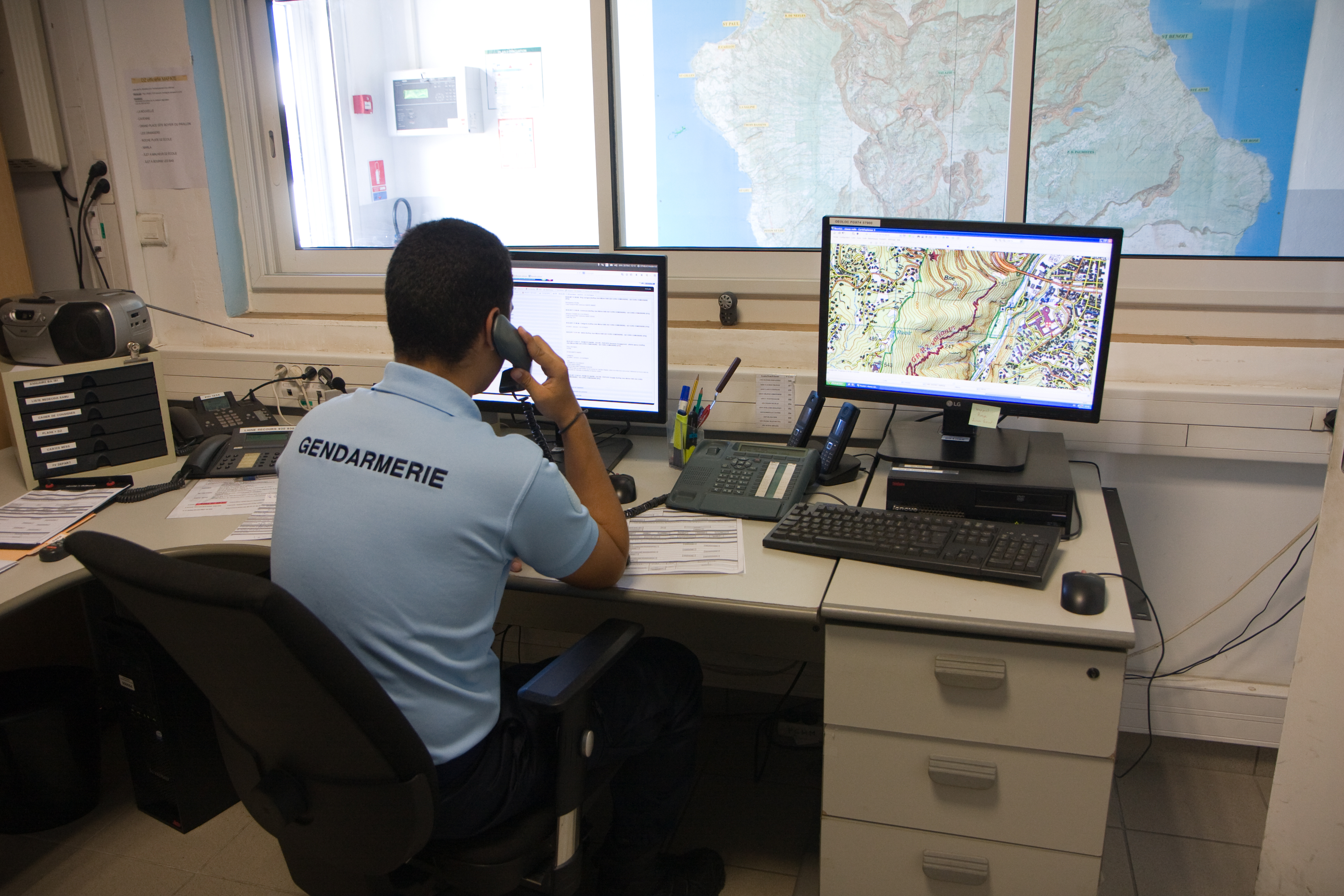
PC opérations et planton
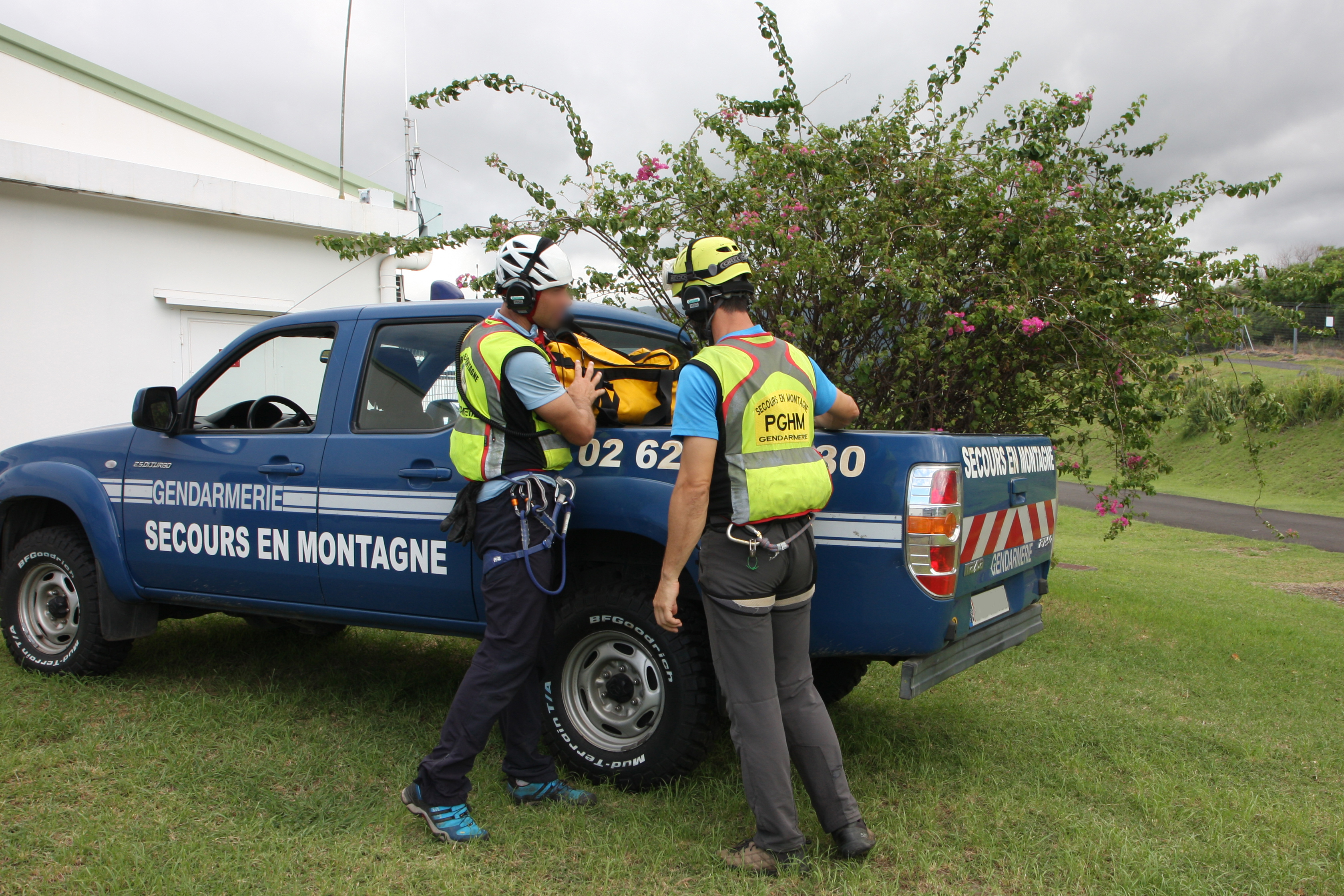
Départ d'une équipe de secours
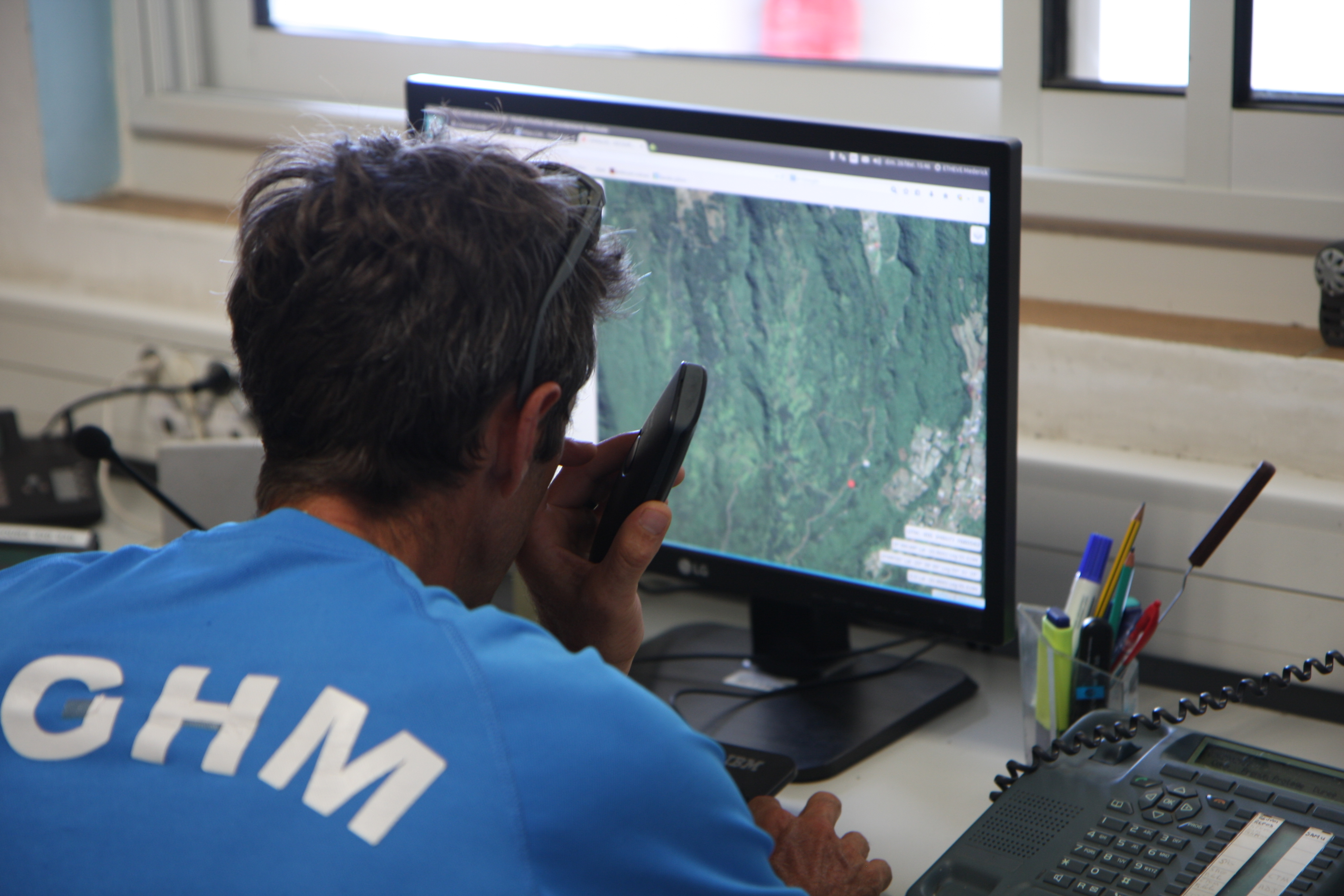
Assistance à un randonneur égaré à l'aide de l'application GendLoc